# I-362 (sous-marin)
L'I-362 (イ-362) est un sous-marin de Classe Type D (丁型/潜丁型潜水艦, Tei-gata/Sen-Tei-gata sensuikan) de la sous-classe D1 (丁型/潜輸（伊三百六十一型）, Tei-gata/Sen'yu, classe I-361) en service dans la marine impériale japonaise durant la Seconde Guerre mondiale.
Il a servi pendant la Seconde Guerre mondiale et a effectué des missions de transport entre le Japon et les îles périphériques jusqu'à ce qu'il soit coulé en janvier 1945.

## Description
Les sous-marins de la sous-classe D1 étaient des sous-marins de transport à moyenne portée. La construction s'étalant entre 1943 et 1944
Ils ont un déplacement de 1 463 tonnes en surface et 2 251 tonnes en immersion. Les sous-marins mesuraient 73,5 mètres de long, avaient une largeur de 8,9 mètres et un tirant d'eau de 4,76 mètres. Les sous-marins permettaient une profondeur de plongée de 75 m et avaient un effectif de 55 officiers et membres d'équipage.
Kampon a été retenu comme fabricant des moteurs diesel Mk.23B Model 8. Pour la navigation de surface, les sous-marins étaient propulsés par deux moteurs diesel de 925 cv (680 kW), chacun entraînant un arbre d'hélice. En immersion, chaque hélice était entraînée par un moteur électrique de 600 chevaux-vapeur (441 kW). Ils pouvaient atteindre 13 nœuds (24 km/h) en surface et 6,5 nœuds (12 km/h) sous l'eau. En surface, les D1 avaient une autonomie de 15 000 milles nautiques (27 800 km) à 10 noeuds (19 km/h); en immersion, ils avaient une autonomie de 120 milles nautiques (200 km) à 3 noeuds (6 km/h).
Les sous-marins étaient armés de 2 tubes lance-torpilles internes de 53,3 cm à l'avant. Ils transportaient un torpille pour chaque tube, soit un total de 2 torpilles Type 95. Ils étaient également armés d'un canon de pont de 140 mm (L/40) Type 11e année pour le combat en surface et de 2 canons anti-aérien de 25 mm Type 96.

## Construction
Construit par le chantier naval de Mitsubishi de Kobe au Japon, le I-362 a été mis sur cale le 17 mars 1943 sous le nom de sous-marin de transport n°5462. Il est renommé I-362 le 20 octobre 1943 et provisoirement rattaché au district naval de Yokosuka. Il a été lancé le 29 novembre 1943 et le 23 avril 1944, il est rattaché au district naval de Kure. Il a été achevé et mis en service le 23 mai 1944.

## Historique
Le I-362 est mis en service dans la Marine impériale japonaise le 23 mai 1944 et rattaché au district naval de Yokosuka. Le capitaine de corvette (海軍少佐 (Kaigun-shōsa)) Nanbu Nobukiyo est le commandant du sous-marin. Il est affecté au 11e escadron de sous-marins pendant sa mise au point.
Une fois ces exercices terminés, il est réaffecté au 7e escadron de sous-marins le 15 août 1944.

### Missions de transport
Le 21 août 1944, le I-362 quitte Yokosuka à destination de Nauru pour sa première mission de transport. Il arrive à Nauru le 14 septembre 1944, charge 22 tonnes de munitions et embarque 85 passagers, et reprend la route le même jour. Il se rend à Truk, qu'il atteint le 21 septembre 1944, décharge sa cargaison et débarque ses passagers, puis embarque 83 membres du Service aérien de la Marine impériale japonaise et repart le 22 septembre 1944. Il revient à Yokosuka le 3 octobre 1944.
Le 24 octobre 1944, le I-362 fait route de Yokosuka pour son deuxième voyage de transport, cette fois-ci en direction de l'île Marcus, qu'il atteint le 30 octobre 1944. Après avoir déchargé des fournitures, Il part le même jour en direction de Yokosuka, où il arrive le 6 novembre 1944.
Une fois sa révision terminée, le I-362 prend la mer à partir de Yokosuka le 1er janvier 1945 pour son troisième voyage de ravitaillement. Il doit faire escale à Truk, puis se rendre à l'île Meleyon à Woleai dans les îles Caroline, où il doit arriver le 21 janvier 1945.

### Perte
Le 13 janvier 1945, le destroyer d'escorte de la marine américaine USS Fleming se trouvait dans les îles Caroline de l'Est comme l'une des deux escortes de deux pétroliers marchands faisant un voyage de l'atoll Ulithi à Eniwetok lorsqu'il a établi un contact radar sur un navire non identifié à une distance de 12 800 m. Le Fleming a continué à se rapprocher et a perdu le contact radar à une distance de 1 700 m, mais il a immédiatement établi un contact sonar, ce qui laisse supposer que le navire était un sous-marin qui avait été immergé. Se rapprochant à 900 m, le Fleming a éclairé la zone dans la direction du contact avec un projecteur, mais son équipage n'a rien vu à la surface. Il a ensuite largué une série de grenades sous-marines, suivies de quatre attaques Hedgehog - chacune de 24 projectiles - contre le sous-marin. Sa dernière attaque Hedgehog a eu lieu juste après minuit le 14 janvier 1945, et a provoqué trois explosions sous-marines suivies d'une explosion profonde et grondante qui a mis hors service l'équipement sonore du Fleming. L'équipage du Fleming a ensuite observé des débris et une nappe de pétrole à la surface, marquant le naufrage du sous-marin avec la perte de tout son équipage à la position géographique de 12° 08′ N, 154° 27′ E.
Le sous-marin coulé par le Fleming est probablement le I-362. Le 15 mars 1945, la marine impériale japonaise a déclaré le I-362 présumé perdu avec tout son équipage au large des îles Caroline.
Il a été rayé de la liste de la marine le 10 avril 1945.